# Chapelle troglodytique de Rochemenier
La chapelle troglodytique de Rochemenier est située à Louresse-Rochemenier, en France.

## Localisation
La chapelle troglodytique est située dans le département français de Maine-et-Loire, sur la commune de Louresse-Rochemenier.

## Histoire
Tout près de Rochemenier existait le village de Varennes, qui a été entièrement détruit pendant les guerres de religion entre protestants et catholiques par les Huguenots en 1567. Varennes ne fut jamais reconstruit et il ne reste aujourd'hui qu’une façade de l'église qui était dédiée à Sainte Madeleine et Saint Jean.

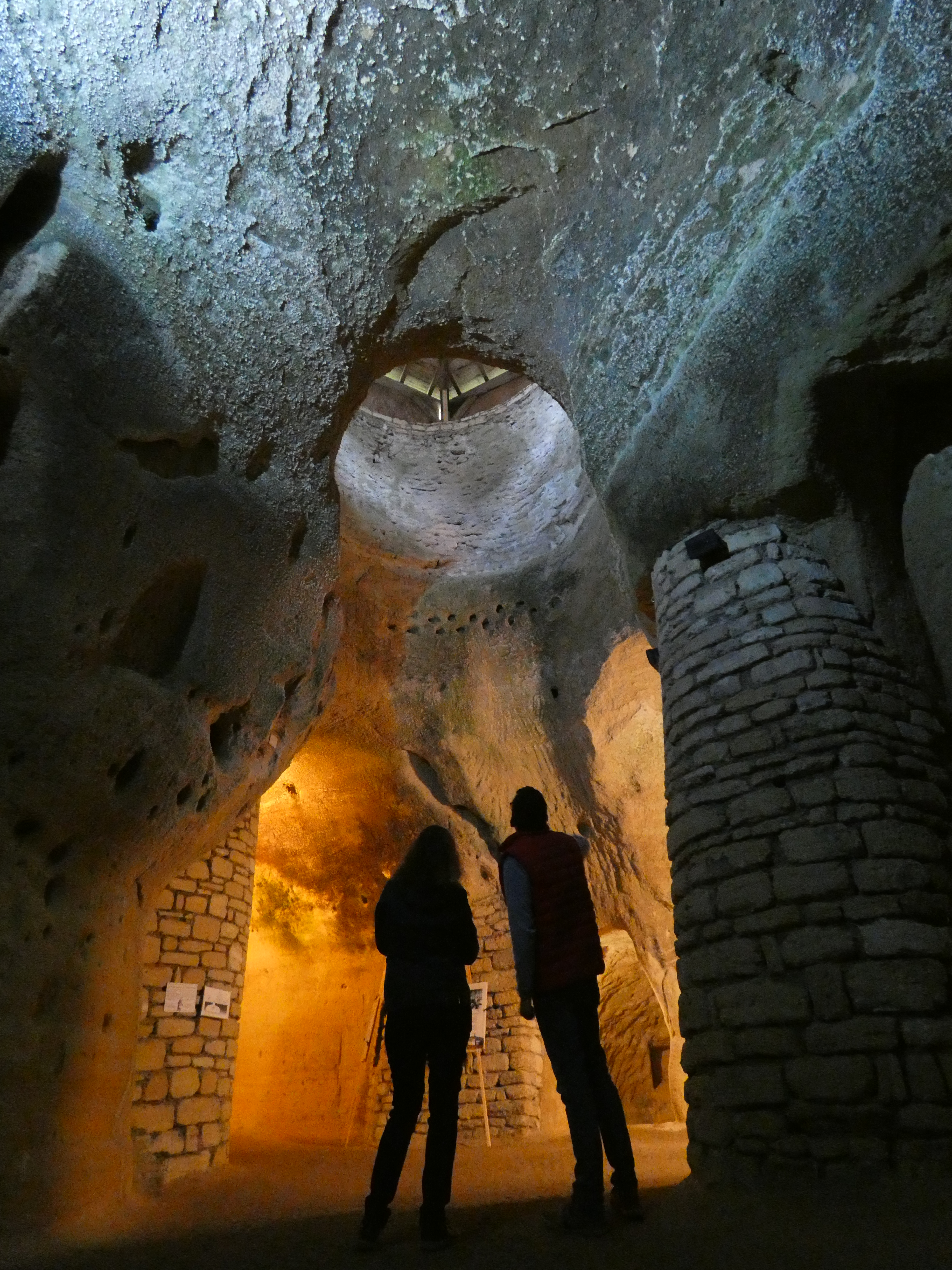
Vue en contrebas de la chapelle troglodytique de Rochemenier

Les survivants de Varennes se sont déplacés à Rochemenier, où il existait un lieu de culte, petite chapelle dédiée à Sainte Emerance. Toutefois, cette dernière a également été endommagée durant cette période de conflits (XVIème). Pendant le temps de sa reconstruction, on suppose que les croyants utilisaient un espace creusé dans la roche, qui se situe en partie sous l’église de la surface.

Dès la fin du XVIème, la chapelle troglodytique de Rochemenier devient le lieu de culte de la paroisse des deux villages (Rochemenier et Varennes), dédié à Sainte Madeleine et Saint Jean. On célébrait donc la messe sous terre. Pourtant, cette chapelle ne fut jamais consacrée ou bénite. Les vestiges témoignant de cette utilisation sont taillés dans la roche : trois arcs gothiques, une croix et des niches pour statues. Le sol est aussi en forme de croix.

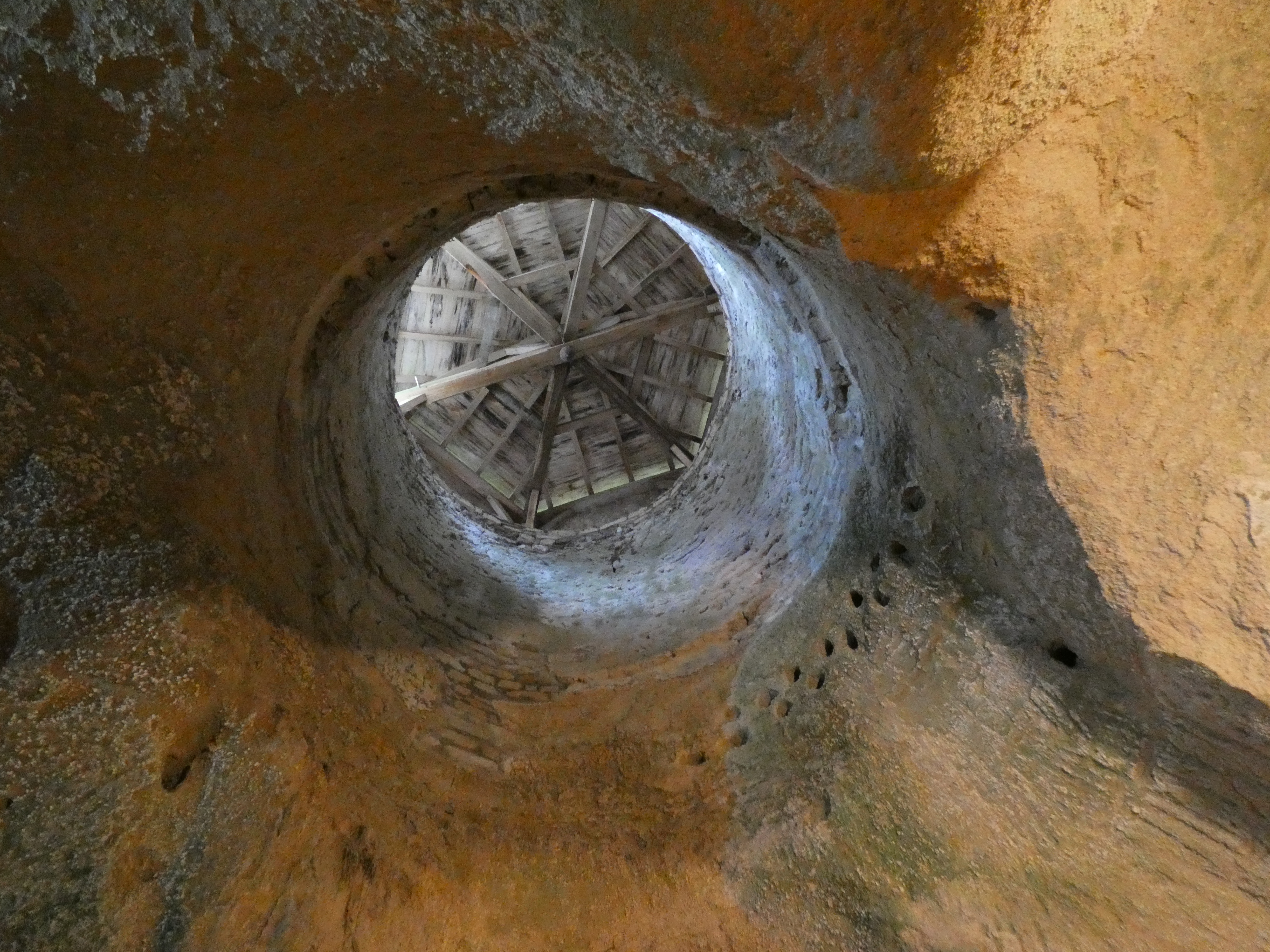
Ancien puits d'extraction de la chapelle troglodytique de Rochemenier

L'église de surface devint église paroissiale à la fin du XVIème, fut restaurée au début du XVIIe siècle, et la chapelle souterraine fut alors abandonnée.
Cette chapelle troglodytique était à l’origine une ancienne carrière d'extraction de falun datant du XIIIe siècle ; en levant les yeux on peut apercevoir au sommet la grande ouverture qui est un ancien puits d'extraction. Il permettait de monter la roche à la surface grâce à des treuils. Les trous en ligne situés en dessous sont les trous d'échafaudage.
Elle fait désormais partie du parcours de visite du musée troglodytique de Rochemenier. Le chemin par lequel on y accède aujourd’hui fut creusé pour l’ouverture du musée en 1967. Auparavant, l’entrée se faisait par une petite porte en bois chez l’ancien presbytère et par plusieurs galeries souterraines dont l’une part vers le cimetière de Rochemenier.